# Parkinsonia africana
Parkinsonia africana är en ärtväxtart som beskrevs av Otto Wilhelm Sonder. Parkinsonia africana ingår i släktet Parkinsonia och familjen ärtväxter. Inga underarter finns listade i Catalogue of Life.